# Mark Aronoff
Mark Aronoff (Montreal, 1949) é um linguista canadense, professor da Universidade Stony Brook. Editor da revista científica Language, presidente da Sociedade Linguística da América, foi eleito membro da Associação Americana para o Avanço da Ciência e da Academia de Artes e Ciências dos Estados Unidos.
Aronoff é um dos principais nomes da morfologia; sua tese de doutorado Word-Structure, de 1974, sob orientação de Morris Halle, é uma das principais referências da leitura gerativa diante da análise morfológica.

## Obras
- Aronoff, Mark; Fudeman, Kirsten (2011). What is Morphology?. [S.l.]: Wiley-Blackwell. ISBN 978-1444351767
- Aronoff, Mark (1994). Morphology by Itself: Stems and Inflectional Classes. Boston: MIT Press. ISBN 0262510723
- Aronoff, Mark (1976). Word Formation in Generative Grammar. Boston: MIT Press. ISBN 0262510170